# Friedrich Magnussen

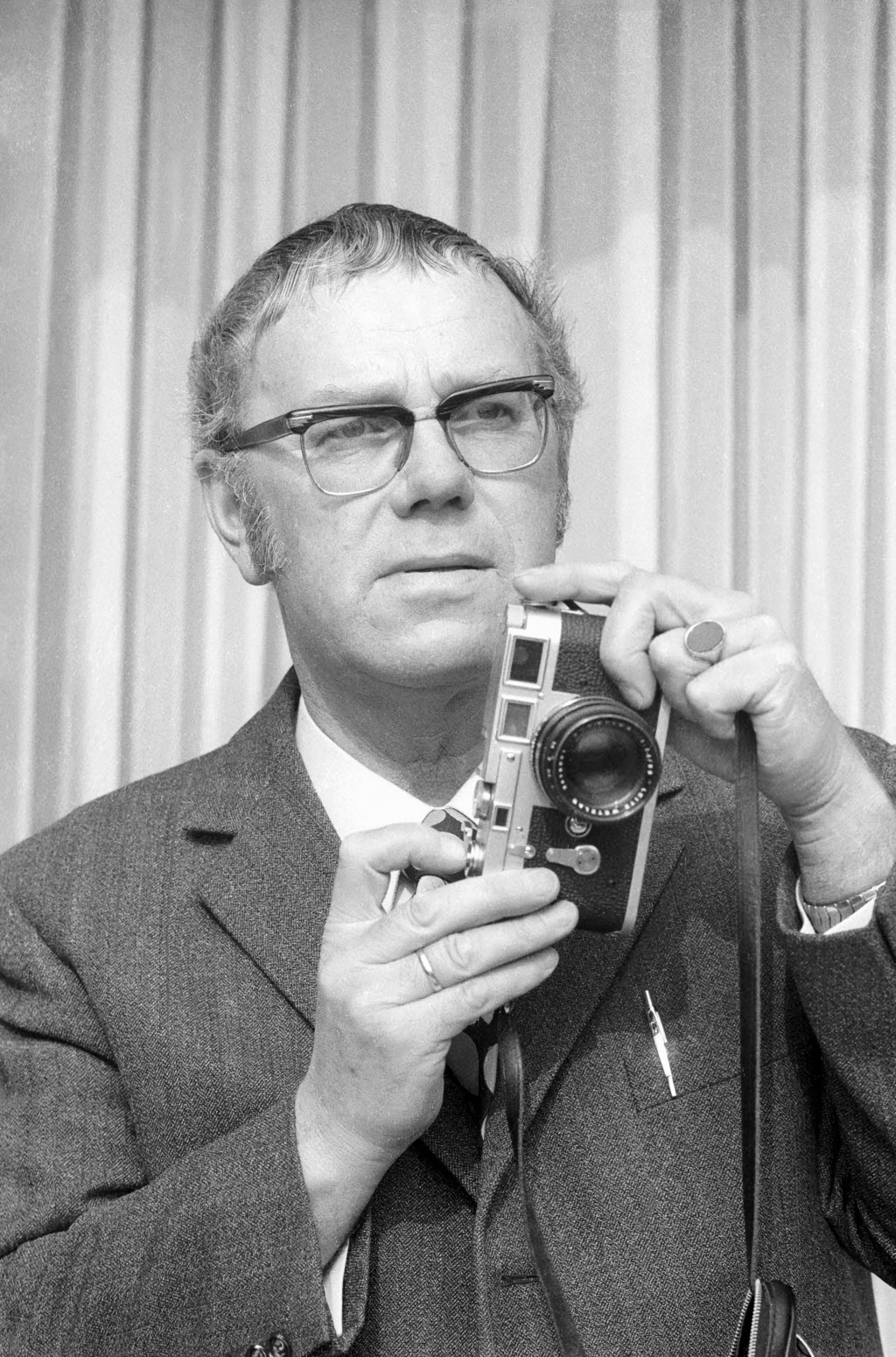
Friedrich Magnussen (1972)

Friedrich „Fiete“ Magnussen (* 22. Januar 1914 in Kiel; † 30. Oktober 1987) war ein Kieler Pressefotograf.

## Leben
Magnussen wuchs in Kiel im Knooper Weg auf. Im Alter von dreizehn Jahren begann er, mit einer Plattenkamera im Format 9 × 13 zu fotografieren. In der elterlichen Wohnung verfügte er über ein Fotolabor. Erste Aufnahmen von ihm erschienen ab 1934 in den Kieler Neuesten Nachrichten. Nach dem Zweiten Weltkrieg verkaufte er seine Fotos an beide in Kiel erscheinende Kieler Tageszeitungen, die Volkszeitung und die Kieler Nachrichten. Ab 1952 wurde er Fotograf der Kieler Nachrichten, für die er bis zu seinem Ruhestand 1977 arbeitete.

## Werk
Die Gesellschaft für Kieler Stadtgeschichte erwarb aus dem Nachlass des Fotografen rund 500.000 Schwarz-Weiß-Negative und stellte sie dem Kieler Stadtarchiv zur Verfügung, das die Bilder seit 2015 unter freier Lizenz im Internet veröffentlicht. Waren zunächst nur 15.000 Bilder im Fotoarchiv der Stadt Kiel aufrufbar, sind inzwischen 50.469 Fotos von Magnussen online verfügbar. (Stand 14. Februar 2025)